# Matti Sippala
Matti Kalervo Sippala, född 11 mars 1908 Hollola död 22 augusti 1997 i  Kotka, var en finsk spjutkastare. Han vann två silvermedaljer vid internationella mästerskap, Olympiska sommarspelen 1932 i Los Angeles och EM i Turin 1934.
Sippala bodde större delen av sitt liv i Kotka. På klubbnivå representerade han först Lahden Urheilijat och senare Kotkan Into. Utöver att vara en framstående spjutkastare var Sippala även en duktig tiokampare, en gren i vilken han vann silver på Finländska mästerskapen 1930.
1934 uppnådde han sitt bästa spjutresultat: 70,54.
Vid sidan om sin idrottskarriär arbetade han som jordbrukare och koncernchef.